# Mitrailleuse légère Type 96
Pour les articles homonymes, voir Type 96.
Le  Mitrailleuse légère Type 96 était basé sur la mitrailleuse légère Type 11, qui avait été en service dans les forces impériales japonaises depuis 1922. Le Type 11 avait une conception efficace mais entravée par son système d'alimentation. Celui-ci devait permettre à n'importe quel fantassin de la recharger facilement, mais ouvrit également l'arme à la poussière et à la boue. Le Type 96 remplaça le distributeur par un magasin conventionnel en boîte, mais maintint d'autres accessoires inutiles comme la baïonnette et la lunette télescopique. Bien que le Type 96 ait été conçu pour remplacer le Type 11, les deux modèles restèrent en production pendant toute la durée de la Seconde Guerre mondiale.